# Vince Giordano
Vince Giordano (Brooklyn, 11 maart 1952) is een Amerikaanse jazzsaxofonist, arrangeur en orkestleider van het in New York gevestigde Nighthawks Orchestra. Hij is gespecialiseerd in jazz van de jaren 1920 en 1930 en zijn primaire instrument is de bassaxofoon. Vince Giordano and the Nighthawks hebben op televisie en filmsoundtracks gespeeld, waaronder de HBO-serie Boardwalk Empire en Woody Allens muzikale komediefilm Everyone Says I Love You.

## Biografie
Op 5-jarige leeftijd luisterde Giordano naar muziek uit de jaren 1920 op een opwindbare Victrola. Op 15-jarige leeftijd speelde hij professioneel snaarbas en bassaxofoon en kreeg hij lessen van Bill Challis om arrangementen te leren schrijven, zoals de dansbands van de jaren 1920 en 1930. Hij trad op met het New Paul Whiteman Orchestra, de Bix Beiderbecke Memorial Jazz Band, de New York Jazz Repertory Company en Leon Redbone. Hij speelt bassaxofoon, snaarbas en tuba met zijn band The Nighthawks, die muziek speelt uit de begindagen van de jazz, zoals van Jelly Roll Morton, Louis Armstrong en Duke Ellington. Het uitlenen van zijn muzikale en acteertalent aan de film The Cotton Club van Francis Ford Coppola leidde tot samenwerking met Dick Hymans Orchestra in een half dozijn Woody Allen-soundtracks en hij trad vervolgens op als bassist, met name in de band van Sean Penn in Sweet and Lowdown van Allen. Giordano en de Nighthawks zijn verschenen op soundtracks voor de films The Aviator, Finding Forrester, The Good Shepherd en Public Enemies, de HBO-miniserie Mildred Pierce en de HBO-serie Boardwalk Empire.
Giordano is muziekhistoricus en verzamelaar met meer dan 60.000 partituren in zijn collectie. Hij wordt vermeld als een vriend van Thornton Hagert en het muziekarchief van Vernacular Music Research in The Devil's Horn: The Story of the Saxophone van Michael Segall (2006). In 2011 was hij te zien in de PBS-serie Michael Feinstein's American Songbook, waarin hij zijn schatten uit het Great American Songbook onthult. Zijn collectie omvat bigbandarrangementen, stille filmmuziek, 78 toerenplaten, pianorollen en een Victrola.
Giordano en zijn band waren te gast bij Garrison Keillors radioshow A Prairie Home Companion. Turner Classic Movie Film Festival bracht hem in de spotlights in Hollywoods Music Box, waar de band vintage filmmuziek uitvoerde, naast het begeleiden van The Cameraman, een stomme film van Buster Keaton die werd vertoond in het Egyptian Theatre. In de zomer van 2012 trad de band op tijdens het Newport Jazz Festival, Music Mountain en het Litchfield Jazz Festival.

## Prijzen en onderscheidingen
Grammy Award voor Best Compilation Soundtrack for Visual Media, Boardwalk Empire Volume 1: Music from the HBO Original Series, 2012

## Discografie
- 1993: Quality Shout (Stomp Off)
- 1994: The Goldkette Project (Circle)
- 2001: Music of the Cotton Club Revisited (Nighthawk)
- 2002: Remembering Louis (Jump)
- 2003: Cheek to Cheek  (Nighthawk)
- 2006: Moonlight Serenade – Big Band Hits of the 1930s & '40s (Nighthawk)
- ????: Top Hat, White Tie & Tails

Soundtrack optredens
- 1994: Baseball: The American Epic
- 1997: Everyone Says I Love You]
- 2001: Ghost World
- 2004: The Aviator
- 2006: George M. Cohan Tonight!
- 2007: The Good Shepherd
- 2011: Mildred Pierce: Music from the HBO Miniseries
- 2011: Boardwalk Empire Volume 1: Music from the HBO Original Series
- 2013: Boardwalk Empire Volume 2: Music from the HBO Original Series
- 2014: Boardwalk Empire Volume 3: Music from the HBO Original Series
- 2015: Bessie: Music from the HBO Film
- 2016: Cafe Society

Met Leon Redbone
- 1978: Champagne Charlie
- 1981: From Branch to Branch
- 1985: Red to Blue
- 1991: Sugar
- 1992: Up a Lazy River
- 1994: Whistling in the Wind
- 2001: Any Time

met Marty Grosz
- 1996: The Rhythm for Sale
- 2002: Remembering Louis
- 2005: Chasin' the Spots
- 2006: Marty Grosz and His Hot Combination
- 2009: Hot Winds: The Classic Sessions
- 2012: The James P. Johnson Songbook

Met Back Bay Ramblers
- 1994: My Mamma's in Town!
- 2001: Cuttin' Up
- 2003: Red Hot Band

Met anderen
- 1986: Chicago Jazz Summit, Chicago Jazz Summit
- 1990: Get Yourself a New Broom (and Sweep Those Blues Away), Guy Van Duser
- 1993: Jelly's Last Jam, Silver Leaf Jazz Band
- 1994: Jazz Hot Ensemble, Jazz Hot Ensemble
- 1994: The Keith Ingham New York 9, Vol. 1, Keith Ingham
- 1994: The Keith Ingham New York 9, Vol. 2, Keith Ingham
- 1997: Play the Music of Jelly Roll Morton, New Jazz Wizards
- 2001: Sweet & Lowdown, Dave Van Ronk
- 2001: Deep Night, Barbara Rosene
- 2002: Things Are Looking Up, Paul Bacon
- 2003: Black Manhattan: Theater and Dance Music of James Rick Benjamin, The Paragon Ragtime Orchestra
- 2003: Celebrating Bix!, Bix Beiderbecke Centennial All Stars
- 2003: Stormy Weather: The Music of Harold Arlen
- 2004: Doin' Things, Andy Stein
- 2004: If Bix Played Gershwin, Dick Hyman
- 2004: It's De Lovely - The Authentic Cole Porter Collection, Cole Porter
- 2006: Guess Who's in Town, Daryl Sherman
- 2007: Lower Register: Bobby Gordon Plays Joe Marsala, Bobby Gordon
- 2009: If It Wasn't for the Irish and the Jews, Mick Moloney
- 2009: Together, Lew Green/Joe Muranyi

- Bibliothèque nationale de France: cb14181633d (data)
- International Standard Name Identifier: 0000 0000 4707 7831
- Library of Congress Control Number: no98034658
- MusicBrainz: e85df525-7e4d-42f6-8b2c-3511adf87de4
- Virtual International Authority File: 59294167
- WorldCat: E39PBJckPhx9DKQ7Tqf8KRpXVC